# Bodnár Jenő
Bodnár Jenő (Szekszárd, 1889. május 17. – Budapest, 1953. június 9.) színész.

## Életútja
Bodnár István és Hayl Mária fia. Középiskolái után színészakadémiát végzett 1914-ben. Az első világháborúban bevonult és orosz fogságba jutott. 1919-ben a Nemzeti Színház szerződtette, ahol 1953-ban bekövetkezett haláláig játszott. Karakter- és epizódszerepekben láthatta a közönség, filmeken pedig rendszerint idősebb, testes parasztfigurákat formált meg.
Házastársa Vigand Hedvig volt, akivel 1919-ben Szekszárdon kötött házasságot.

## Fontosabb színházi szerepei
- Kreón (Szophoklész: Antigoné)
- Ragueneau (Rostand: Cyrano de Bergerac)
- Robespierre (Madách I.: Az ember tragédiája)
- Vincentino (Shakespeare: A makrancos hölgy)
- Solanio (Shakespeare: A velencei kalmár)
- Szabó doktor (Csathó K.: Te csak pipálj, Ladányi!)
- Hájas Muki (Csepreghy F.: A piros bugyelláris)
- Hamza (Ocskay brigadéros)
- Palkó (Egy magyar nábob)
- Ariste (Tudós nők)
- Solanio (Velencei kalmár)

## Filmszerepei
- Rózsafabot (1940) – lelkész
- A beszélő köntös (1941) – tanácstag
- Miért? (1941) – úr az Operában
- Szép csillag (1942) - plébános
- Szíriusz (1942) – kegyelmes úr
- A harmincadik... (1942) – kártyázó falusi férfi a kocsmában
- Üzenet a Volga-partról (1942) – Barna Bálint gazda
- Fekete hajnal (1942) – professzor
- A 28-as (1943) – Ödön bácsi
- Magyar kívánsághangverseny (1943)
- Kerek Ferkó (1943) – tanácstag
- Tengerparti randevú (1943, magyar-bolgár) – kávéház tulajdonosa
- Futóhomok (1943) – Csöngős Gyuri apja
- Zörgetnek az ablakon (1943)
- Madách – Egy ember tragédiája (1944) – Bory Mihály, tiszttartó
- Makkhetes (1944) – tárgyaló férfi a Makkhetesben
- Az első (1944) – Lidi apja
- A tanítónő (1945) – id. Nagy István
- Könnyű múzsa (1947)
- Ludas Matyi (1949) – piaci csizmaárus